# 에어플레인 2
에어플레인 2(Airplane II: The Sequel)는 미국에서 제작된 켄 핀클먼 감독의 1982년 코미디, 멜로/로맨스, SF 영화이다. 로버트 하이즈 등이 주연으로 출연하였고 하워드 W. 코치 등이 제작에 참여하였다.

## 출연

### 주연
- 로버트 하이즈
- 줄리 하거티

### 조연
- 로이드 브리지스
- 채드 에버렛
- 피터 그레이브스
- 척 코너스
- 윌리암 샤트너
- 레이몬드 버
- 존 버논
- 스티븐 스터커
- 켄트 맥코드
- 제임스 A. 왓슨 주니어
- 존 데너
- 립 톤
- 소니 보노
- 알 화이트
- 로렌 랜던
- 웬디 필립스
- 잭 존스
- 아트 플레밍
- 프랭크 애쉬모어
- 리차드 재켈
- 리 브라이언트
- 존 라취
- 존 행콕
- 올리버 로빈스
- 루이스 지암발보
- 샘 앤더슨
- 레온 아스킨
- B.J. 바리
- 힐러리 빈
- 샌달 버그먼
- 버크 번즈
- 에드 콜
- 마이클 커리
- 패티 도킨
- 게리 파가
- 매들린 피셔
- 브루스 프렌치
- 리처드 길리랜드
- 휴 길린
- 엘리사 굿맨
- 로리 하겐
- 모리스 힐
- 스티븐 허쉬
- 하워드 호닉
- 데니스 하워드
- 마시 래퍼리
- 스탠리 로렌스
- 데이빗 레이슈어
- 플로이드 레빈
- 스티브 레빗
- 게일 매티어스
- 팻 맥나마라
- 메리 머시어
- 마커스 K. 무카이
- 앤 넬슨
- 스티브 네빌
- 제임스 노블
- 케네스 오브라이언
- 릭 오버튼
- 리 패터슨
- 데이빗 페이머
- 파멜라 게스트
- 메리-로빈 레드
- 준 샌더스
- 팻 사잭
- 루이즈 소렐
- 클린트 스미스
- 샌디 워드
- 릭키 포웰
- 허브 빌리체이즈
- 로널드 E. 하우스
- 잭 베르나르디
- 얼 보엔
- 패트릭 컬리턴
- 조이스 드윗
- 켄 핀클먼
- 모니크 가브리엘
- 마틴 가너
- 톰 맥그리비
- 키튼 나티비더드
- 레슬리 닐슨
- 존 파라곤
- 윌리엄 포터
- 스티븐 파워스
- 알리슨 프라이스
- 리 퍼셀
- 행크 로빈슨
- 짐 스탈
- 루 B. 워싱턴
- 클리프턴 웰스
- 조지 웬트

## 제작진
- 협력프로듀서: 멜 델러
- 미술: 윌리암 샌델
- 세트: 로버트 굴드
- 의상: 로잔나 노턴
- 배역: 리사 프레이버거